# Mariä Heimsuchung (Höhenberg)

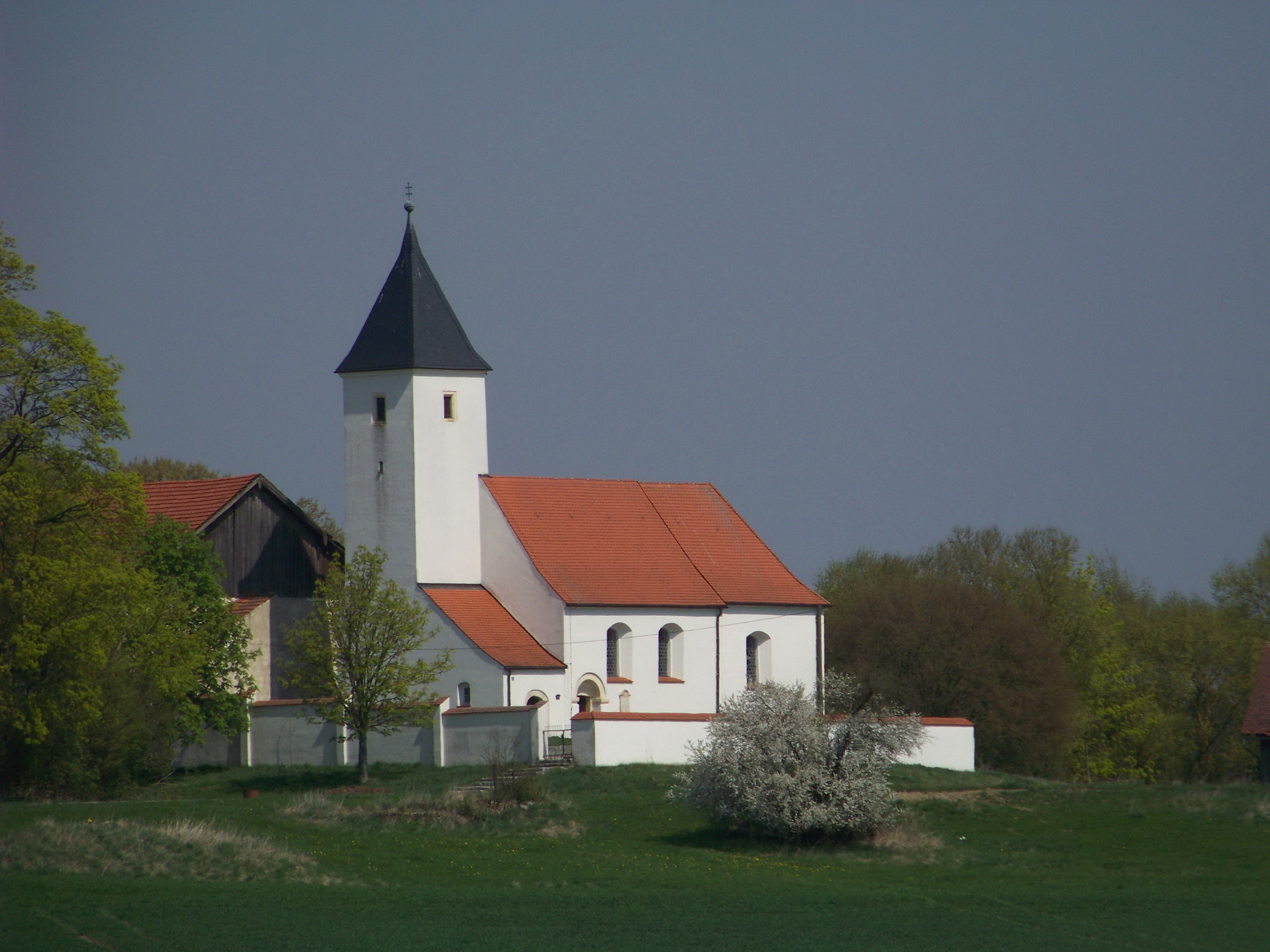
Kirche Mariä Heimsuchung in Höhenberg

Die römisch-katholische, denkmalgeschützte Filialkirche Mariä Heimsuchung, eine ehemalige Wallfahrtskirche, steht in Höhenberg, einem Gemeindeteil der Gemeinde Hagelstadt im Landkreis Regensburg. Sie ist dem Bistum Regensburg zugeordnet. Die Kirche war ursprünglich dem Patrozinium Unserer Lieben Frau unterstellt.

## Beschreibung
Die romanische Saalkirche wurde in der zweiten Hälfte des 12. Jahrhunderts im Kern als Wehrkirche erbaut. Sie besteht aus einem Langhaus mit zwei Fensterachsen, das mit einem Satteldach bedeckt ist, und einem Kirchturm mit schiefergedecktem Pyramidendach im Westen, der aus der Längsachse nach Norden verschoben ist. Im obersten Geschoss des Turms steht der Glockenstuhl. Der eingezogene, gerade geschlossene Chor im Osten mit einer Sakristei an seiner Nordwand wurde erst im 18. Jahrhundert angefügt.
Der Innenraum des Langhauses ist mit einer Flachdecke überspannt, ebenso der des Chors. Die Kirchenausstattung ist bis auf die Altäre aus der ersten Hälfte des 18. Jahrhunderts reduziert.
Das Bauwerk ist unter der Denkmalnummer D-3-75-143-4 unter der Bezeichnung „Höhenberg 4. Ehem. Wallfahrtskirche Unserer Lieben Frau“ als Baudenkmal in die Bayerische Denkmalliste eingetragen. Die Pfarreiengemeinschaft Hagelstadt-Langenerling führt die Kirche als Filialkirche Mariä Heimsuchung.